# Томастон (Џорџија)
Томастон (Џорџија) (енгл. Thomaston) град је у америчкој савезној држави Џорџија. По попису становништва из 2010. у њему је живело 9.170 становника.

## Демографија
Према попису становништва из 2010. у граду је живело 9.170 становника, што је 241 (2,6%) становника мање него 2000. године.
| Група             | 2000.         | 2010.         |
| Белци             | 5.806 (61,7%) | 4.931 (53,8%) |
| Афроамериканци    | 3.322 (35,3%) | 3.772 (41,1%) |
| Азијати           | 57 (0,6%)     | 44 (0,5%)     |
| Хиспаноамериканци | 167 (1,8%)    | 296 (3,2%)    |
| Укупно            | 9.411         | 9.170         |